# Église de Tchesmé
L'église de Tchesmé ou église de la Nativité de Saint-Jean-Baptiste du Palais de Tchesmé est une église orthodoxe, construite par Georg Friedrich Veldten en 1780 pour Catherine II de Russie. Elle se trouve près du palais de Tchesmé sur la route de Saint-Pétersbourg à Tsarskoïe Selo et est en style  néogothique. Veldten s'est inspiré du château de Longford de John Thorpe reproduit dans le cinquième tome du Vitruvius Britannicus, publié en 1771.

## Histoire
L'église est construite à l'endroit où l'impératrice Catherine la Grande reçoit la nouvelle en 1770 de la victoire de la bataille de Tchesmé sur les Turcs. La première pierre est bénite solennellement en présence de l'impératrice, de toute la Cour et du roi Gustave III de Suède, le 6 (17) juin 1777 et consacrée le 24 juillet (5 août) 1780, en présence de Catherine et de l'empereur du Saint-Empire, Joseph II, en visite privée sous le nom de comte de Falckenstein.
L'église devient l'église capitulaire de l'Ordre de Saint-Georges et l'une des églises préférées de Catherine. Elle appartient aux biens de la couronne. Comme l'église n'était pas chauffée, on construit une église d'hiver au palais de Tchesmé, achevée le 11 (23) décembre 1811. Elle est dédiée à la Nativité du Christ et devient église militaire par la suite.
L'église est fermée en 1919 par les bolchéviques et les fidèles se réunissent jusqu'à l'interdiction en 1924 dans une maison privée des environs. L'église se trouve alors sur le territoire d'un camp de concentration de travail forcé. L'église est surmontée d'un marteau et d'une faucille. Lorsque le camp est fermé, l'église sert d'entrepôt aux archives scientifiques, jusqu'en 1930, puis d'atelier à l'institut de mécanique automobile. L'intérieur est anéanti par un incendie. Elle devient ensuite un entrepôt pour l'institut de construction aéronautique. L'on décide pourtant de ne pas la démolir en 1947 et de l'inscrire à l'inventaire du patrimoine architectural. Des restaurations importantes sont entreprises dans les années 1960 et finalement on ouvre un musée consacré à la victoire de Tchesmé en 1977, filiale du musée central de la Marine de guerre qui se trouve dans l'ancienne Bourse, au bout de l'île Vassilievsky. 
L'église retourne au culte le 7 novembre 1991, après l'enregistrement de la paroisse quelques mois plus tôt. L'église est restaurée entre 1996 et 1998 et l'ancienne iconostase, retrouvée démontée dans les archives de la Marine, retrouve sa place.
On remarque dans l'église quelques icônes anciennes intéressantes, œuvres d'un atelier italien.